# タンス・チルレル
タンス・チルレル（トルコ語：Tansu Çiller、1946年4月24日 - ）は、トルコの政治家、経済学者。正道党党首で、トルコ初の女性首相である。

## 経歴
1946年4月24日にイスタンブールに誕生する。英語で講義を行うトルコの名門校であるロバート・カレッジを卒業した後、アメリカのイェール大学大学院に留学し、1970年にコネティカット大学で経済学により博士号を取得した。1974年より母校のボアズィチ大学経済学部教授に就任し、1990年にスュレイマン・デミレル元首相の誘いでデミレル率いる中道右派政党正道党に入党し、直ちに経済担当副党首に起用され、翌1991年にはイスタンブール選挙区から正道党所属の国会議員に初当選し、デミレル内閣の元で経済担当国務相に任命された。1993年にトゥルグト・オザル大統領が死去し、デミレル首相が後任の大統領に選出されたのに伴って実施された臨時党大会で対立候補を抑えて党首に選出され、同年6月13日に正道党党首を引き継ぎ、翌14日に連立内閣を組閣して首相に就任した。これは当時のトルコは経済状況が悪化に向かっており、国是のヨーロッパ連合加盟の障害となりつつあったために、経済問題と英語を得意とし、またトルコで初めての女性首相としてしばしば女性差別などと否定的な見方をされやすいイスラム教国のイメージを打開するのにも効果があるチルレルが起用されたものである。

### 首相時代
在任中のチルレルは、ヨーロッパ連合との関税同盟締結や国営企業の民営化などの経済改革を進めたが、インフレーション・株価・通貨の暴落といった1990年代に急転直下に進んだトルコ経済の崩壊は食い止められず、またトルコ東南部で激化するクルド人ゲリラ組織であるクルド労働者党の制圧にも手間取り、また政権をめぐるスキャンダルも発覚して次第に人気が低下した。1995年9月に首相の不正蓄財疑惑をきっかけに連立内閣が崩壊したが、11月には第2次チルレル内閣を再組閣する。しかし、同年12月の選挙でイスラム擁護派政党の福祉党が第一党に躍進する一方で正道党は第三党に転落したため首相を辞任した。

### 選挙後
選挙後は当初、トルコの国是である世俗主義に反するイスラム擁護を掲げる福祉党の政権獲得を妨げるために、1996年3月に中道右派祖国党のメスト・ユルマズ党首を首相として連立内閣を組閣するが、両党および両党首の確執からすぐに倒壊した。その後、福祉党のエルバカンと連立を組み、自らは副首相兼外相に就任するが、翌1997年に同政権は軍部の圧力により崩壊した。以来、野党党首として正道党を率いたが、2002年11月の総選挙では正道党の得票率が議席獲得要件に満たなかったために議席を失い、翌月の党大会で党首の座を降りた。

## 人物
既婚で子供も2人持つが、チルレルの姓は結婚時には夫を説得して旧姓を選んだものであり、フェミニスト（女性解放主義者）としても知られる。

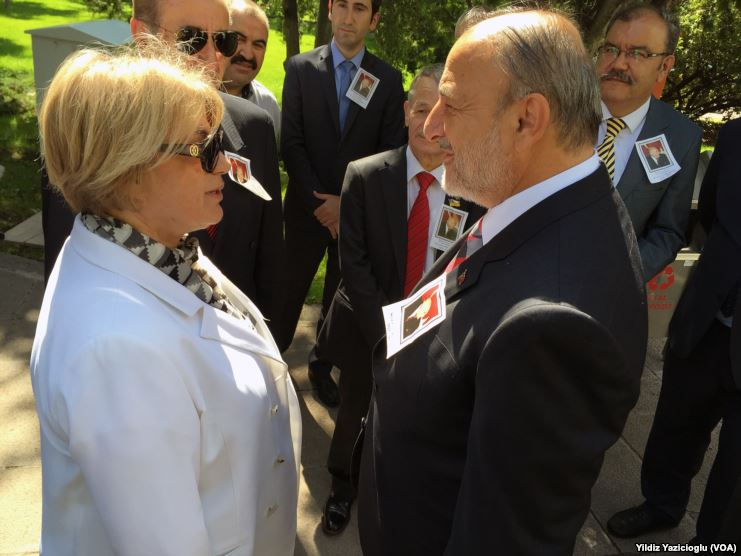
2015年、当時69歳のチルレル（左）